# Ukrajinci u Hrvatskoj
Ukrajinci u Hrvatskoj  (ukr. Українці у Хорватії, u Brodskom posavlju poznati i kao Galcijani) jedna su od 22 priznate nacionalne manjine Hrvatske.
Prema popisu stanovništva iz 2001. u Hrvatskoj živi 1977 Ukrajinaca, najviše u Vukovarsko-srijemskoj županiji. Do 1931. godine Ukrajinci su u službenim hrvatskim dokumentima upisivani kao Rusi, a potom su se do 1971. izjašnjavali Rusinima. Od 1996. godine Ukrajinci i Rusini u Hrvatskoj podijeljeni su u dvije zasebne nacionalne manjine, ali i danas djeluju zajednički pojedinim udrugama poput Saveza Rusina i Ukrajinaca RH. U 2008. godini dio starog članstva utemeljio je novu središnju organizaciju Ukrajinsku zajednicu RH koja također u svojim redovima okuplja mješovito članstvo.
Prvi Ukrajinci doselili su se u Hrvatsku i susjedne prostore sredinom 18. stoljeća i poznati su kao »Rusini«. Naime, svi Ukrajinci zapadne Ukrajine sami su se izjašnjavali »Rusinima« sve do Prvoga svjetskog rata. Hrvatske i susjedne prostore Ukrajinci se u većim skupnima naselili krajem 19. i početkom 20. stoljeća doselivši uglavnom s prostora zapadne Ukrajine, odnosno galicijske, zakraptske i bukovinske pokrajine koje su se nalazile u sklopu Austro-Ugarske. Nakon Berlinskoga kongresa 1878., kojim je Bosna i Hercegovina pripojena Austro-Ugarskoj, Ukrajinci su u sklopu aktivne gospodarske politike počeli naseljavati istočnu Hrvatsku i sjeverozapadnu Bosnu kao ekonomski useljenici kojima je obećana jeftina ili besplatna poljoprivredna zemlja slabije naseljena ili zapuštena prostora.

## Povijest doseljenja Ukrajinaca
Prvi Ukrajinci na Hrvatske i susjedne prostore pristižu oko 1745. godine. Svi su poznati kao Rusini i većina ih stiže iz Zakarpatja koje se nalazilo u sastavu Ugarske. Većina tih Rusina zadržala je stari naziv i nakon ukrajinskog kulturnog preporoda te početka korištenja službenog naziva Ukrajinci. U SFR Jugoslaviji na početku su popisivani kao »Rusi«, zatim kao »Rusini« i naposljetku dio njih kao »Ukrajinci« (uglavnom s prostora Galicije). Cijelo vrijeme su predstavljali jedinstvenu nacionalnu manjinu te su svoje kulturne i druge programe vodili kroz jedinstvenu organizaciju »Savez Rusina-Ukrajinaca Jugoslavije«. Nakon 1996. godine pripadnici koji su i dalje koristili naziv »Rusini« odlučili su stvoriti zasebnu nacionalnu manjinu odijeljenju od ukrajinske što je učinjeno za vrijeme saborskog zastupnika Miroslava Kiša.

### Razdoblje Austro-Ugarske
Godine 1890. u okolicu bosanskoga Prnjavora doseljava prvi veći val Ukrajinaca, koji se priključuje ranije doseljenim radnicima iz Zavidovića i Vareša pored Sarajeva. Tijekom 1898. doseljava drugi najveći val Ukrajinaca koji je ponovno naselio prostore oko Prnjavora. Austro-Ugarska vlast tada provodi useljeničku politiku s ciljem razvoja poljoprivrede u šumovitom i zaraslom kraju sjeverne Bosne, pri čemu je bila potrebna ljudska radna snaga. Uz Ukrajince, navedena područja Bosne i Hrvatske naseljavaju i Nijemci, Austrijanci, Talijani, Česi i Poljaci.
Godine 1894., u zapadnu Slavoniju na granici s Moslavinom, blizu rijeke Save i granice s Bosnom, u današnju Sisačko-moslavačku županiju, doseljavaju se Ukrajinci iz ukrajinske pokrajine Lemkivščine koja se danas nalazi u sastavu Poljske. Ti Ukrajinci naseljavaju Lipovljane, Novu Subocku i još neka naselja između Novske i Kutine. Novi valovi ukrajinskih doseljenika koji su krenuli prema Bosni, zaustavljaju se uz rijeku Savu na hrvatskom prostoru, točnije okolici Slavnonskoga Broda te manjim mjestima Kaniži, Šumeću, Sibinju, Slobodnici, Bukovlju i još dvadesetak drugih naselja Brodsko-posavske županije.

### Razdoblje Prvoga svjetskog rata
Doseljavanje Ukrajinaca na prostore istočne Hrvatske i sjeverne Bosne trajalo je u manjim valovima sve do Prvoga svjetskog rata. Početkom stvaranja Kraljevine Srba, Hrvata i Slovenaca, na hrvatske prostore i u grad Zagreb doseljava velika skupina Ukrajinaca iz svih krajeva Ukrajine, koja je u novostvorenoj državi zatražila politički azil s obzirom na to da je u Ukrajini i drugim državama bivšega Ruskoga carstva došlo do revolucije i građanskoga rata. U međuvremenu su doseljeni Ukrajinci u Zagrebu, kojih je bilo oko 5000, željeli uspostaviti Konzulat Ukrajinske Narodne Republike i društvo »Prosvita« sa svojim podružnicama diljem istočne Hrvatske i sjeverne Bosne te u Zemunu i Beogradu.
Osnivanjem ukrajinskih društava »Prosvita«, željelo se pomoći svim ukrajinskim doseljenicima na spomenutim prostorima, kako u osobnom, tako i u društvenom kulturnom i prosvjetnom životu. Veliku ulogu u očuvanju kulturnoga identiteta, duhovnoga i vjerskoga života Ukrajinaca imala je Grkokatolička crkva i Križevačka biskupija sa sjedištem u Križevcima, koja je pripala Zagrebačkoj mitropoliji, a po crkvenoj jurisdikciji izravno je bila odgovorna Vatikanu i Papi. Ubrzo nakon doseljenja Ukrajinci su izgradili svoje crkve, a pored crkava skoro u svakom naselju je otvorena i škola. 

### Raseljavanje nakon Drugoga svjetskog rata
Nakon Drugog svjetskog rata, veća skupina Ukrajinaca iz političkih razloga u strahu pred staljinističkom politikom napušta prostor Druge Jugoslavije i nastanjuje se diljem svijeta, posebno u zapadnoj Europi i prekooceanskim zemljama (Kanadi, SAD-u i Australiji). U isto vrijeme, preostali Ukrajinci iz pasivnih krajeva sjeverne Bosne sele se pojedinačno sa svojim obiteljima u veće i manje industrijske gradove poput Zagreba, Slavonskoga Broda, Vukovara, Pule, Rijeke, Splita, Zadra, Šibenika, Dubrovnika i bolje stojeća sela zapadne, srednje i istočne Slavonije poput Petrovaca te zapadnoga Srijem. Jedna veća skupina Ukrajinaca iz Bosne naselila je današnju Vojvodinu, odnosno, prostore Bačke i Srijema.
Zadnji val raseljavanja dogodio se tijekom velikosrpske agresije na Hrvatsku i BiH, koja je prisilila mnoge obitelji na prebjeg u hrvatske prostore kod svojih obitelji i poznanika, posebno u Zagreb i širu okolicu. Uspostavom neovisne Hrvatske i Ukrajine, većih selidbi Ukrajinaca iz Ukrajine i drugih zemalja u Hrvatsku nema. Broj doseljenika iz Ukrajine u Hrvatsku početkom 21. st. malen je i pojedinačan. Nakon provedenoga popisa stanovništva 2001., u Republici Hrvatskoj popisan je znatno manji broj Ukrajinaca od svega 1977 ljudi, koji žive skoro u svim dijelovima Hrvatske. Najaktivniji su u Slavoniji, Zagrebu i posljednje vrijeme Rijeci i Istarskoj županiji.

## Djelatnosti hrvatskih Ukrajinaca
Ukrajinci Hrvatske, iako relativno malobrojna zajednica, predstavljaju jednu od najaktivnih i najbolje organiziranih manjinskih zajednica u Hrvatskoj. Godine 1968. osnovali su svoju krovnu organizaciju Savez Rusina i Ukrajinaca Republike Hrvatske koja predstavlja koordinirajuću i savjetodavnu središnju organizaciju sa sjedištem u Vukovaru. U sklopu istog Saveza do nedavno je djelovalo 13 kulturno prosvjetnih udruga širom Hrvatske, a danas ih djeluje 7 s time da je osnovana još jedna organizacija odnosno Ukrajinska zajednica Republike Hrvatske. Dio ukrajinskih društva nije se slagao s odlukama organizacije Saveza Rusina i Ukrajinaca RH pa su 2008. osnovali vlastitu krovnu organizaciju Ukrajinsku zajednicu RH u kojoj je aktivno 9 ukrajinskih društava. U društvima djeluju, literarne, glazbene, plesne i druge amaterske skupine. Društva ujedno priređuju razne prigodne kulturne svečanosti predstavljajući bogatu ukrajinsku kulturu, tradiciju i običaje.
Pri hrvatskim osnovnim školama u Vukovaru, Petrovcima, Šumeću, Kaniži, Slavonskom Brodu i Lipovljanima djeluju ukrajinska školska odjeljenja. Svake godine se u Hrvatskoj organizira i Ljetna škola za učenike osnovne i srednje škole, naročito za one koji nisu imali mogućnost da u redovnoj nastavi uče ukrajinski jezik i književnost, povijest, zemljopis i općenito kulturu svoje pradomovine Ukrajine. U Zagrebu, na zagrebačkom Filozofskom fakultetu postoji katedra za ukrajinski jezik i književnost potpomognuta ukrajinskim aktivistima, a postoji i mogućnost visokog školovanja na sveučilištima i fakultetima u Ukrajini.
U zadnje vrijeme osnivaju se i nova ukrajinska društva koja svojim djelovanjem i aktivnostima doprinose unapređenju i razvitku ukrajinske kulture i prosvjete na ovim prostorima. U 2004. godini zahvaljujući novousvojenom Ustavnom zakonu o pravima nacionalnih manjina, Ukrajinci Hrvatske osnovali su svoju Koordinaciju ukrajinske nacionalne manjine u Republici Hrvatskoj sa sjedištem u Zagrebu, dok Vijeća ukrajinske nacionalne manjine djeluju u Petrovcima, gradu Vukovaru, općinama Bebrini i Lipovljanima. Predstavnici ukrajinske nacionalne manjine djeluju u gradovima Zagrebu i Slavonskom Brodu te u Vukovarsko-srijemskoj i Brodsko-posavskoj županiji. Koordinacija ukrajinske nacionalne manjine osnovana je radi povezivanja,  zajedničkog usklađivanja i unapređivanja zajedničkih interesa.
Ukrajinci imaju nekoliko samostalnih kulturno-umjetničkih društava, a nekoliko ih je zajedničko s Rusinima. To su: Ukrajinska zajednica Grada Zagreba, UKPD „Kobzar" - Zagreb, UKPD „Dnjipro" - Rijeka, UKPD „Kalyna" - Umag, KPDU Ukrajinaca „Karpati" - Lipovljani, UKPD „Ukrajina" - Slavonski Brod, UKPD „Taras Ševčenko" - Kaniža, UKPD „Andrij Pelih" - Šumeće, UKPD „Lesja Ukrajinka" - Osijek, UKPD „Ivan Franko" - Vukovar, KUD „Osif Kostelnik" Vukovar, KUD „Jakim Hardi", Petrovci, KUD „Jakim Govlja", Mikluševci, KUD Rusina-Ukrajinaca, Osijek, KUD Rusina-Ukrajinaca, Vinkovci, Kulturno društvo Rusina i Ukrajinaca PGŽ „Rušnjak" Rijeka, Kulturno-prosvjetno društvo Rusina i Ukrajinaca, Rijeka.
U Zagrebu pri Knjižnicama grada Zagreba djeluje Središnja knjižnica Rusina i Ukrajinaca u Hrvatskoj .

## Poznate osobe
Poznati Ukrajinci u Hrvatskoj i osobe s ukrajinskim podrijetlom.
- Svitlana Pasičnik, rukometašica
- Jevhen Čeberko, nogometaš

## Vanjske poveznice
- Savez Rusina i Ukrajinaca Hrvatske  Arhivirana inačica izvorne stranice od 19. prosinca 2009. (Wayback Machine)
- Središnja knjižnica Rusina i Ukrajinaca Hrvatske
- Kulturno prosvjetno društvo Ukrajinaca ″Karpati″ Lipovljani  Arhivirana inačica izvorne stranice od 23. kolovoza 2009. (Wayback Machine)
- Koordinacija ukrajinske nacionalne manjine u RH  Arhivirana inačica izvorne stranice od 17. prosinca 2009. (Wayback Machine)
- Rusini/Ukrajinci u Hrvatskoj - etape doseljavanja i problem imena  Arhivirana inačica izvorne stranice od 16. kolovoza 2011. (Wayback Machine)